# Cantone di Dormans
Il Cantone di Dormans era una divisione amministrativa dell'arrondissement di Épernay.
È stato soppresso a seguito della riforma complessiva dei cantoni del 2014, che è entrata in vigore con le elezioni dipartimentali del 2015.
Comprendeva i comuni di:
- Boursault
- Le Breuil
- Champvoisy
- Courthiézy
- Dormans
- Festigny
- Igny-Comblizy
- Leuvrigny
- Mareuil-le-Port
- Nesle-le-Repons
- Œuilly
- Troissy
- Verneuil
- Vincelles